# Valenus inornatus
Valenus inornatus är en skalbaggsart som beskrevs av Thomas Casey 1891. Valenus inornatus ingår i släktet Valenus och familjen långhorningar. Inga underarter finns listade i Catalogue of Life.